# Ениджевардарски исторически и етнографски музей
Ениджевардарският исторически и етнографски музей (на гръцки: Ιστορικό και λαογραφικό μουσείο Γιαννιτσών) е етнографски и исторически музей разположен в южномакедонския град Енидже Вардар, Гърция.
Музеят е открит в сглобяема сграда в центъра на града през октомври 1977 г. Излага артефакти свързани с местната традиционна култура, домашни уреди и съдове и уреди от различните градски и селски занимания. Изложени са и автентични ежедневни и празнични женски и мъжки носии от XIX и началото на XX век. В музея има и отдел свързан с така наречената Македонска борба, в който са изложени автентични униформи, оръжия, лични вещи и портрети на гръцките андарти, сражавали се с българските чети в района в началото на XX век.
- Земеделски сечива
- Носии от Ениджевардарско
- Артефакти от т. нар. Македонска борба